# Pedro Teixeira (Minas Gerais)
Pedro Teixeira é um município brasileiro do estado de Minas Gerais. Sua população recenseada em 2022 era de 1.810 habitantes. 
Desmembrado do Município de Lima Duarte através de projeto do então deputado estadual Lourival Brasil Filho, que atendeu pedido do seu amigo o médico Joaquim Manoel de Oliveira, natural do até então distrito de Lima Duarte.